# Jyrki 69
Jyrki 69, właściwie Jyrki Pekka Emil Linnankivi (ur. 15 października 1968 w Helsinkach) – fiński wokalista rockowy. Członek zespołu rockowego The 69 Eyes. W 2005 roku został ambasadorem dobrej woli UNICEF. Działa na rzecz dzieci z Afryki. Wydał komiks własnego autorstwa pt. „Zombie Love”, który ukazał się w limitowanej liczbie egzemplarzy i nie był dostępny w Polsce.

## Dyskografia
| Tytuł                                                                         | Rok  | Uwagi                     | Źródło |
| ----------------------------------------------------------------------------- | ---- | ------------------------- | ------ |
| Judge Bone’s Original Monstervision Freakshow – Welcome To Hellsinki (singel) | 2007 | śpiew w utworze tytułowym | [ 3 ]  |

## Filmografia
| Tytuł                        | Rok  | Uwagi                                                  | Źródło |
| ---------------------------- | ---- | ------------------------------------------------------ | ------ |
| „Timanttikoirien vuosi 1984” | 2010 | jako on sam, film dokumentalny, reżyseria: Pete Europa | [ 4 ]  |